# Elitserien 2022-2023 (pallavolo maschile)
La Elitserien 2022-2023, 62ª edizione della massima serie del campionato svedese di pallavolo maschile si è svolta dal 24 settembre 2022 al 28 aprile 2023: al torneo hanno partecipato undici squadre di club svedesi e la vittoria finale è andata per l'undicesima volta, la terza consecutiva, all'Hylte/Halmstad.

## Regolamento

### Formula
Le squadre hanno disputato un girone all'italiana, con gare di andata e ritorno, per un totale di ventuno giornate; al termine della regular season:
- La squadra federale del RIG Falköping è stata esclusa dal prosieguo del campionato. Tra le altre squadre:
- Le prime otto classificate hanno acceduto ai play-off scudetto strutturati in quarti di finale, semifinali e finale, disputati al meglio di tre vittorie su cinque gare, e finale per il terzo posto, disputata con gare di andata e ritorno;
- Le squadre classificate al nono e decimo posto hanno acceduto ai play-out retrocessione, disputati al meglio di due vittorie su tre gare; la squadra perdente ha poi acceduto allo spareggio promozione-retrocessione con la prima classificata della Division 1: la squadra vincente ha ottenuto o mantenuto il diritto di partecipazione alla Elitserien 2023-2024[2].

### Criteri di classifica
Se il risultato finale è stato di 3-0 o 3-1 sono stati assegnati 3 punti alla squadra vincente e 0 a quella sconfitta, se il risultato finale è stato di 3-2 sono stati assegnati 2 punti alla squadra vincente e 1 a quella sconfitta.
L'ordine del posizionamento in classifica è stato definito in base a:
- Punti;
- Numero di vittorie;
- Ratio dei set vinti/persi;
- Ratio dei punti realizzati/subiti[3].

## Squadre partecipanti
| Club           | Stagione | Città       | Impianto          | Stagione precedente                                  |
| -------------- | -------- | ----------- | ----------------- | ---------------------------------------------------- |
| Falkenbergs    | dettagli | Falkenberg  | Falkhallen        | 2ª in Elitserien; finale play-off scudetto           |
| Floby          | dettagli | Floby       | Floby Sporthall   | 4ª in Elitserien; 3ª play-off scudetto               |
| Habo           | dettagli | Habo        | Habo Sporthall    | 3ª in Elitserien; quarti di finale play-off scudetto |
| Hylte/Halmstad | dettagli | Hyltebruk   | Halmstad Arena    | 1ª in Elitserien; campione di Svezia                 |
| Lunds          | dettagli | Lund        | Idrottshallen     | 9ª in Elitserien                                     |
| Örkelljunga    | dettagli | Örkelljunga | Forum Örkelljunga | 8ª in Elitserien; quarti di finale play-off scudetto |
| RIG Falköping  | dettagli | Falköping   | Frejahallen       | 11ª in Elitserien                                    |
| Södertelge     | dettagli | Södertälje  | Täljehallen       | 10ª in Elitserien                                    |
| Sollentuna     | dettagli | Sollentuna  | Arena Satelliten  | 6ª in Elitserien; quarti di finale play-off scudetto |
| Uppsala VBS    | dettagli | Uppsala     | Fyrishov          | 7ª in Elitserien; quarti di finale play-off scudetto |
| Vingåkers      | dettagli | Vingåker    | Sporthallen       | 5ª in Elitserien; 4ª play-off scudetto               |

## Torneo

### Regular season

#### Risultati
| Prima giornata |                             |     |                                  |
|                |                             |     |                                  |
| 24-09          | Vingåkers - Habo            | 3-1 | 19-25, 25-13, 25-15, 25-23       |
| 24-09          | RIG Falköping - Lunds       | 0-3 | 25-27, 21-25, 26-28              |
| 24-09          | Floby - Sollentuna          | 3-0 | 25-19, 25-17, 25-22              |
| 25-09          | RIG Falköping - Uppsala     | 3-2 | 31-29, 20-25, 22-25, 25-19, 15-9 |
| 25-09          | Örkelljunga - Falkenbergs   | 3-0 | 25-22, 25-16, 25-19              |
| 25-09          | Södertelge - Hylte/Halmstad | 0-3 | 24-26, 16-25, 13-25              |

| Seconda giornata |                              |     |                                   |
|                  |                              |     |                                   |
| 01-10            | Sollentuna - Vingåkers       | 3-0 | 25-23, 25-21, 26-24               |
| 01-10            | Falkenbergs - Floby          | 3-0 | 25-19, 25-22, 25-17               |
| 01-10            | Lunds - Hylte/Halmstad       | 0-3 | 21-25, 21-25, 23-25               |
| 02-10            | Habo - Södertelge            | 3-0 | 25-22, 25-21, 25-17               |
| 02-10            | Hylte/Halmstad - Örkelljunga | 3-2 | 20-25, 25-17, 25-14, 25-27, 15-10 |

| Terza giornata |                             |     |                                   |
|                |                             |     |                                   |
| 08-10          | Sollentuna - Hylte/Halmstad | 0-3 | 23-25, 17-25, 22-25               |
| 08-10          | Lunds - Floby               | 3-2 | 25-15, 23-25, 24-26, 25-22, 15-10 |
| 08-10          | Uppsala - Vingåkers         | 1-3 | 17-25, 25-21, 21-25, 21-25        |
| 08-10          | Falkenbergs - Habo          | 3-1 | 22-25, 25-16, 25-14, 25-21        |
| 09-10          | Örkelljunga - Södertelge    | 2-3 | 20-25, 25-22, 25-20, 23-25, 15-17 |

| Quarta giornata |                             |     |                                  |
|                 |                             |     |                                  |
| 15-10           | Vingåkers - Örkelljunga     | 3-2 | 25-15, 17-25, 25-23, 22-25, 15-9 |
| 15-10           | Floby - Uppsala             | 3-0 | 25-21, 25-17, 25-12              |
| 15-10           | RIG Falköping - Falkenbergs | 1-3 | 16-25, 19-25, 25-19, 18-25       |
| 16-10           | Södertelge - Lunds          | 1-3 | 22-25, 25-20, 18-25, 16-25       |
| 16-10           | Habo - Sollentuna           | 3-0 | 25-12, 25-19, 25-21              |

| Quinta giornata |                           |     |                                   |
|                 |                           |     |                                   |
| 22-10           | Vingåkers - RIG Falköping | 3-0 | 25-13, 25-15, 25-14               |
| 22-10           | Sollentuna - Södertelge   | 3-2 | 23-25, 28-30, 25-21, 25-13, 15-13 |
| 22-10           | Uppsala - Falkenbergs     | 0-3 | 20-25, 15-25, 16-25               |
| 22-10           | Hylte/Halmstad - Floby    | 3-0 | 25-18, 30-28, 25-13               |
| 22-10           | Lunds - Örkelljunga       | 3-1 | 25-20, 21-25, 25-16, 25-22        |

| Sesta giornata |                            |     |                            |
|                |                            |     |                            |
| 29-10          | Hylte/Halmstad - Vingåkers | 3-1 | 25-21, 25-16, 23-25, 25-21 |
| 30-10          | Örkelljunga - Uppsala      | 3-0 | 25-18, 28-26, 25-13        |
| 05-11          | Floby - Habo               | 1-3 | 27-25, 20-25, 24-26, 27-29 |

| Settima giornata |                          |     |                            |
|                  |                          |     |                            |
| 12-11            | RIG Falköping - Floby    | 0-3 | 22-25, 13-25, 21-25        |
| 12-11            | Uppsala - Sollentuna     | 0-3 | 10-25, 15-25, 22-25        |
| 12-11            | Falkenbergs - Södertelge | 3-1 | 25-11, 23-25, 25-16, 25-15 |
| 13-11            | Habo - Örkelljunga       | 3-0 | 25-19, 25-23, 25-13        |

| Ottava giornata |                            |     |                                   |
|                 |                            |     |                                   |
| 16-11           | Falkenbergs - Lunds        | 3-0 | 25-22, 25-19, 29-27               |
| 19-11           | Vingåkers - Falkenbergs    | 2-3 | 24-26, 21-25, 26-24, 25-22, 9-15  |
| 19-11           | Sollentuna - RIG Falköping | 3-0 | 25-18, 25-13, 25-21               |
| 19-11           | Södertelge - Floby         | 1-3 | 22-25, 25-23, 20-25, 11-25        |
| 20-11           | Södertelge - RIG Falköping | 3-1 | 25-22, 24-26, 25-20, 25-16        |
| 20-11           | Habo - Lunds               | 3-2 | 25-21, 25-22, 16-25, 19-25, 18-16 |

| Nona giornata |                              |     |                                   |
|               |                              |     |                                   |
| 26-11         | RIG Falköping - Habo         | 1-3 | 23-25, 25-21, 20-25, 14-25        |
| 26-11         | Lunds - Vingåkers            | 3-2 | 25-19, 25-19, 21-25, 17-25, 15-10 |
| 26-11         | Södertelge - Uppsala         | 3-0 | 25-23, 25-22, 25-20               |
| 27-11         | Örkelljunga - Sollentuna     | 0-3 | 20-25, 15-25, 20-25               |
| 27-11         | Hylte/Halmstad - Falkenbergs | 3-0 | 25-18, 25-16, 25-18               |

| Decima giornata |                                |     |                                   |
|                 |                                |     |                                   |
| 02-12           | Vingåkers - Södertelge         | 3-0 | 25-18, 26-24, 25-15               |
| 03-12           | RIG Falköping - Hylte/Halmstad | 0-3 | 17-25, 18-25, 21-25               |
| 03-12           | Sollentuna - Lunds             | 2-3 | 25-23, 27-29, 25-17, 17-25, 12-15 |
| 03-12           | Uppsala - Habo                 | 0-3 | 17-25, 19-25, 19-25               |
| 03-12           | Floby - Örkelljunga            | 3-0 | 25-16, 27-25, 25-18               |

| Undicesima giornata |                             |     |                                   |
|                     |                             |     |                                   |
| 10-12               | Lunds - Uppsala             | 3-0 | 25-20, 25-18, 25-14               |
| 10-12               | Floby - Vingåkers           | 3-0 | 25-22, 25-14, 25-16               |
| 11-12               | Falkenbergs - Sollentuna    | 2-3 | 20-25, 22-25, 25-23, 25-21, 13-15 |
| 11-12               | Örkelljunga - RIG Falköping | 3-0 | 25-20, 25-21, 25-21               |
| 14-12               | Habo - Hylte/Halmstad       | 0-3 | 16-25, 23-25, 17-25               |
| 11-12               | Hylte/Halmstad - Uppsala    | 3-0 | 25-23, 25-15, 25-12               |

| Dodicesima giornata |                             |     |                                   |
|                     |                             |     |                                   |
| 17-12               | Vingåkers - Floby           | 3-0 | 25-21, 25-23, 25-23               |
| 17-12               | Falkenbergs - RIG Falköping | 3-1 | 25-17, 26-24, 24-26, 25-20        |
| 17-12               | Uppsala - Lunds             | 0-3 | 18-25, 17-25, 20-25               |
| 17-12               | Sollentuna - Örkelljunga    | 2-3 | 18-25, 20-25, 25-19, 25-13, 13-15 |
| 18-12               | Södertelge - Habo           | 0-3 | 18-25, 21-25, 20-25               |

| Tredicesima giornata |                             |     |                                   |
|                      |                             |     |                                   |
| 07-01                | Floby - Södertelge          | 3-0 | 25-16, 25-20, 25-17               |
| 07-01                | Hylte/Halmstad - Sollentuna | 3-0 | 25-17, 25-19, 25-18               |
| 07-01                | Habo - Falkenbergs          | 2-3 | 25-23, 25-27, 29-27, 22-25, 13-15 |
| 29-01                | Uppsala - RIG Falköping     | 3-1 | 25-21, 25-14, 18-25, 25-15        |
| 08-01                | Örkelljunga - Vingåkers     | 3-2 | 20-25, 25-20, 23-25, 25-21, 16-14 |

| Quattordicesima giornata |                             |     |                                   |
|                          |                             |     |                                   |
| 14-01                    | Floby - Hylte/Halmstad      | 2-3 | 25-20, 15-25, 20-25, 25-23, 13-15 |
| 14-01                    | Falkenbergs - Uppsala       | 3-0 | 28-26, 29-27, 25-20               |
| 14-01                    | Lunds - Sollentuna          | 3-1 | 22-25, 25-23, 25-22, 25-19        |
| 14-01                    | RIG Falköping - Örkelljunga | 3-2 | 25-21, 20-25, 23-25, 25-16, 15-9  |
| 15-01                    | Habo - Vingåkers            | 3-1 | 11-25, 25-23, 25-23, 25-21        |

| Quindicesima giornata |                                |     |                            |
|                       |                                |     |                            |
| 29-01                 | Örkelljunga - Floby            | 0-3 | 21-25, 26-28, 19-25        |
| 28-01                 | Vingåkers - Lunds              | 3-1 | 25-20, 25-15, 19-25, 25-21 |
| 28-01                 | Sollentuna - Habo              | 3-0 | 25-23, 25-17, 25-15        |
| 28-01                 | Hylte/Halmstad - RIG Falköping | 3-1 | 19-25, 25-21, 25-13, 25-18 |
| 29-01                 | Södertelge - Falkenbergs       | 1-3 | 18-25, 26-24, 23-25, 21-25 |

| Sedicesima giornata |                              |     |                            |
|                     |                              |     |                            |
| 05-02               | Uppsala - Hylte/Halmstad     | 0-3 | 18-25, 16-25, 20-25        |
| 03-02               | Södertelge - Vingåkers       | 0-3 | 16-25, 18-25, 27-29        |
| 04-02               | Sollentuna - Uppsala         | 3-1 | 25-14, 23-25, 25-16, 25-18 |
| 03-02               | Falkenbergs - Hylte/Halmstad | 0-3 | 15-25, 23-25, 15-25        |
| 05-02               | Habo - Floby                 | 3-0 | 25-18, 25-16, 28-26        |

| Diciassettesima giornata |                           |     |                            |
|                          |                           |     |                            |
| 11-02                    | RIG Falköping - Vingåkers | 0-3 | 22-25, 20-25, 21-25        |
| 11-02                    | Lunds - Södertelge        | 3-0 | 25-18, 25-21, 25-19        |
| 11-02                    | Uppsala - Örkelljunga     | 3-0 | 25-22, 25-22, 25-23        |
| 11-02                    | Floby - Falkenbergs       | 1-3 | 29-27, 21-25, 21-25, 19-25 |
| 11-02                    | Hylte/Halmstad - Habo     | 3-0 | 25-9, 25-14, 30-28         |

| Diciottesima giornata |                              |     |                            |
|                       |                              |     |                            |
| 16-02                 | Södertelge - Sollentuna      | 3-1 | 25-19, 25-21, 23-25, 26-24 |
| 18-02                 | Vingåkers - Uppsala          | 3-0 | 25-14, 25-22, 25-15        |
| 18-02                 | Falkenbergs - Örkelljunga    | 3-1 | 20-25, 25-17, 25-18, 25-15 |
| 18-02                 | Hylte/Halmstad - Lunds       | 3-0 | 25-13, 25-15, 25-20        |
| 19-02                 | Habo - RIG Falköping         | 3-0 | 25-23, 25-16, 25-17        |
| 18-02                 | Floby - RIG Falköping        | 3-0 | 26-24, 25-15, 25-10        |
| 19-02                 | Vingåkers - Sollentuna       | 3-0 | 25-13, 25-20, 25-22        |
| 19-02                 | Lunds - Falkenbergs          | 3-1 | 25-18, 22-25, 25-19, 25-22 |
| 19-02                 | Uppsala - Södertelge         | 3-1 | 30-28, 16-25, 25-19, 25-17 |
| 19-02                 | Örkelljunga - Hylte/Halmstad | 0-3 | 19-25, 22-25, 24-26        |

| Diciannovesima giornata |                            |     |                                   |
|                         |                            |     |                                   |
| 26-02                   | Örkelljunga - Lunds        | 0-3 | 18-25, 18-25, 24-26               |
| 25-02                   | Lunds - Habo               | 0-3 | 20-25, 22-25, 24-26               |
| 25-02                   | Falkenbergs - Vingåkers    | 3-2 | 25-18, 26-28, 25-23, 11-25, 15-9  |
| 25-02                   | RIG Falköping - Södertelge | 2-3 | 19-25, 22-25, 25-23, 25-21, 15-17 |
| 26-02                   | Sollentuna - Floby         | 0-3 | 20-25, 12-25, 20-25               |

| Ventesima giornata |                            |     |                                   |
|                    |                            |     |                                   |
| 04-03              | Vingåkers - Hylte/Halmstad | 0-3 | 13-25, 16-25, 19-25               |
| 04-03              | RIG Falköping - Sollentuna | 1-3 | 25-15, 19-25, 16-25, 23-25        |
| 04-03              | Floby - Lunds              | 2-3 | 25-22, 25-17, 20-25, 20-25, 25-27 |
| 05-03              | Habo - Uppsala             | 3-0 | 25-15, 25-13, 25-19               |
| 05-03              | Södertelge - Örkelljunga   | 3-2 | 17-25, 25-15, 20-25, 25-19, 15-13 |

| Ventunesima giornata |                             |     |                            |
|                      |                             |     |                            |
| 11-03                | Sollentuna - Falkenbergs    | 1-3 | 25-23, 18-25, 16-25, 18-25 |
| 11-03                | Lunds - RIG Falköping       | 3-0 | 25-8, 25-18, 25-16         |
| 11-03                | Uppsala - Floby             | 1-3 | 25-18, 15-25, 19-25, 25-27 |
| 12-03                | Örkelljunga - Habo          | 0-3 | 18-25, 16-25, 19-25        |
| 12-03                | Hylte/Halmstad - Södertelge | 3-0 | 25-22, 25-8, 25-23         |

#### Classifica
| Pos. | Squadra        | Pt | G  | V  | P  | SV | SP | Ratio  | PF    | PS    | Ratio |
| ---- | -------------- | -- | -- | -- | -- | -- | -- | ------ | ----- | ----- | ----- |
| 1.   | Hylte/Halmstad | 58 | 20 | 20 | 0  | 60 | 6  | 10,000 | 1 622 | 1 230 | 1,319 |
| 2.   | Falkenbergs    | 43 | 20 | 15 | 5  | 48 | 29 | 1,655  | 1 776 | 1 641 | 1,082 |
| 3.   | Habo           | 42 | 20 | 14 | 6  | 46 | 23 | 2,000  | 1 572 | 1 482 | 1,061 |
| 4.   | Lunds          | 39 | 20 | 14 | 6  | 45 | 30 | 1,500  | 1 718 | 1 595 | 1,077 |
| 5.   | Floby          | 36 | 20 | 11 | 9  | 41 | 29 | 1,414  | 1 617 | 1 508 | 1,072 |
| 6.   | Vingåkers      | 36 | 20 | 11 | 9  | 43 | 32 | 1,344  | 1 672 | 1 570 | 1,065 |
| 7.   | Sollentuna     | 27 | 20 | 9  | 11 | 34 | 39 | 0,872  | 1 584 | 1 590 | 0,996 |
| 8.   | Örkelljunga    | 18 | 20 | 5  | 15 | 27 | 49 | 0,551  | 1 563 | 1 713 | 0,912 |
| 9.   | Södertelge     | 16 | 20 | 6  | 14 | 25 | 50 | 0,500  | 1 554 | 1 757 | 0,884 |
| 10.  | Uppsala VBS    | 10 | 20 | 3  | 17 | 14 | 53 | 0,264  | 1 319 | 1 618 | 0,815 |
| 11.  | RIG Falköping  | 5  | 20 | 2  | 18 | 15 | 58 | 0,259  | 1 443 | 1 736 | 0,831 |

      Qualificata ai play-off scudetto
      Qualificata ai play-out retrocessione

### Play-off scudetto

#### Tabellone
|  | Quarti di finale | Quarti di finale | Quarti di finale | Quarti di finale | Quarti di finale | Quarti di finale | Quarti di finale |                |            | Semifinali     | Semifinali | Semifinali | Semifinali | Semifinali | Semifinali | Semifinali |                 |                 | Finale          | Finale          | Finale | Finale | Finale | Finale | Finale |  |
|  |                  |                  |                  |                  |                  |                  |                  |                |            |                |            |            |            |            |            |            |                 |                 |                 |                 |        |        |        |        |        |  |
|  | 1                | Hylte/Halmstad   | 3                | 3                | 3                |                  |                  |                |            |                |            |            |            |            |            |            |                 |                 |                 |                 |        |        |        |        |        |  |
|  | 1                | Hylte/Halmstad   | 3                | 3                | 3                |                  |                  |                |            |                |            |            |            |            |            |            |                 |                 |                 |                 |        |        |        |        |        |  |
|  | 8                | Örkelljunga      | 0                | 1                | 0                |                  |                  |                |            |                |            |            |            |            |            |            |                 |                 |                 |                 |        |        |        |        |        |  |
|  | 8                | Örkelljunga      | 0                | 1                | 0                |                  | 1                | Hylte/Halmstad | 3          | 3              | 3          |            |            |            |            |            |                 |                 |                 |                 |        |        |        |        |        |  |
|  |                  |                  |                  |                  |                  |                  |                  | Hylte/Halmstad | 3          | 3              | 3          |            |            |            |            |            |                 |                 |                 |                 |        |        |        |        |        |  |
|  |                  |                  | 4                | Lunds            | 0                | 0                | 1                |                |            |                |            |            |            |            |            |            |                 |                 |                 |                 |        |        |        |        |        |  |
|  | 4                | Lunds            | 4                | Lunds            | 0                | 0                | 1                | 3              | 2          | 3              | 0          | 3          |            |            |            |            |                 |                 |                 |                 |        |        |        |        |        |  |
|  | 4                | Lunds            |                  |                  |                  |                  |                  |                |            |                |            | 3          |            |            |            |            |                 |                 |                 |                 |        |        |        |        |        |  |
|  | 6                | Vingåkers        | 1                | 3                | 1                | 3                | 1                |                |            |                |            |            |            |            |            |            |                 |                 |                 |                 |        |        |        |        |        |  |
|  | 6                | Vingåkers        | 1                | 3                | 1                | 3                | 1                |                | 1          | Hylte/Halmstad | 2          | 1          | 3          | 3          | 3          |            |                 |                 |                 |                 |        |        |        |        |        |  |
|  |                  |                  |                  |                  |                  |                  |                  |                |            |                |            |            |            |            |            |            |                 |                 |                 |                 |        |        |        |        |        |  |
|  |                  |                  | 3                | Habo             | 3                | 3                | 1                | 1              | 1          |                |            |            |            |            |            |            |                 |                 |                 |                 |        |        |        |        |        |  |
|  | 2                | Falkenbergs      | 3                | Habo             | 3                | 3                | 1                | 1              | 1          | 1              | 3          | 1          | 1          |            |            |            |                 |                 |                 |                 |        |        |        |        |        |  |
|  | 2                | Falkenbergs      |                  |                  |                  |                  |                  |                |            | 1              | 3          | 1          | 1          |            |            |            |                 |                 |                 |                 |        |        |        |        |        |  |
|  | 7                | Sollentuna       | 3                | 2                | 3                | 3                |                  |                |            |                |            |            |            |            |            |            |                 |                 |                 |                 |        |        |        |        |        |  |
|  | 7                | Sollentuna       | 3                | 2                | 3                | 3                |                  | 7              | Sollentuna | 0              | 1          | 0          |            |            |            |            | Finale 3º posto | Finale 3º posto | Finale 3º posto | Finale 3º posto |        |        |        |        |        |  |
|  |                  |                  |                  |                  |                  |                  |                  | 7              | Sollentuna | 0              | 1          | 0          |            |            |            |            |                 |                 |                 |                 |        |        |        |        |        |  |
|  |                  |                  | 3                | Habo             | 3                | 3                | 3                |                |            |                |            |            |            |            |            |            |                 |                 |                 |                 |        |        |        |        |        |  |
|  | 3                | Habo             | 3                | Habo             | 3                | 3                | 3                | 3              | 3          | 3              |            |            |            |            | 4          | Lunds      | 0               | 1               |                 |                 |        |        |        |        |        |  |
|  | 3                | Habo             |                  |                  |                  |                  |                  |                |            |                |            |            |            |            | 4          | Lunds      | 0               | 1               |                 |                 |        |        |        |        |        |  |
|  | 5                | Floby            | 0                | 0                | 0                |                  |                  |                |            | 7              | Sollentuna | 3          | 3          |            |            |            |                 |                 |                 |                 |        |        |        |        |        |  |

#### Risultati

##### Quarti di finale
| Gara 1 |                              |     |                            |
|        |                              |     |                            |
| 19-03  | Örkelljunga - Hylte/Halmstad | 0-3 | 22-25, 13-25, 19-25        |
| 18-03  | Sollentuna - Falkenbergs     | 3-1 | 23-25, 29-27, 25-21, 25-18 |
| 18-03  | Floby - Habo                 | 0-3 | 20-25, 23-25, 20-25        |
| 18-03  | Vingåkers - Lunds            | 1-3 | 25-20, 29-31, 27-29, 20-25 |

| Gara 2 |                              |     |                                   |
|        |                              |     |                                   |
| 23-03  | Hylte/Halmstad - Örkelljunga | 3-1 | 22-25, 25-23, 25-15, 25-16        |
| 22-03  | Falkenbergs - Sollentuna     | 3-2 | 25-19, 22-25, 23-25, 25-23, 15-10 |
| 23-03  | Habo - Floby                 | 3-0 | 25-20, 25-18, 25-22               |
| 22-03  | Lunds - Vingåkers            | 2-3 | 25-19, 25-17, 16-25, 22-25, 12-15 |

| Gara 3 |                              |     |                            |
|        |                              |     |                            |
| 26-03  | Hylte/Halmstad - Örkelljunga | 3-0 | 25-19, 25-16, 25-20        |
| 25-03  | Falkenbergs - Sollentuna     | 1-3 | 12-25, 25-19, 19-25, 20-25 |
| 26-03  | Habo - Floby                 | 3-0 | 25-17, 25-23, 27-25        |
| 25-03  | Lunds - Vingåkers            | 3-1 | 23-25, 25-20, 25-20, 25-18 |

| Gara 4 |                          |     |                            |
|        |                          |     |                            |
| 27-03  | Sollentuna - Falkenbergs | 3-1 | 26-24, 25-22, 20-25, 25-17 |
| 28-03  | Vingåkers - Lunds        | 3-0 | 25-17, 25-19, 25-16        |

| Gara 5 |                   |     |                            |
|        |                   |     |                            |
| 30-03  | Lunds - Vingåkers | 3-1 | 25-23, 25-23, 22-25, 25-21 |

##### Semifinali
| Gara 1 |                        |     |                     |
|        |                        |     |                     |
| 01-04  | Hylte/Halmstad - Lunds | 3-0 | 25-15, 25-20, 25-21 |
| 02-04  | Habo - Sollentuna      | 3-0 | 25-22, 25-15, 25-23 |

| Gara 2 |                        |     |                            |
|        |                        |     |                            |
| 05-04  | Lunds - Hylte/Halmstad | 0-3 | 20-25, 23-25, 22-25        |
| 05-04  | Sollentuna - Habo      | 1-3 | 20-25, 18-25, 25-22, 22-25 |

| Gara 3 |                        |     |                            |
|        |                        |     |                            |
| 08-04  | Hylte/Halmstad - Lunds | 3-1 | 22-25, 25-23, 25-15, 25-18 |
| 08-04  | Habo - Sollentuna      | 3-0 | 25-23, 25-20, 25-18        |

##### Finale 3º posto
| Gara 1 |                    |     |                     |
|        |                    |     |                     |
| 15-04  | Sollentuna - Lunds | 3-0 | 25-23, 25-22, 25-19 |

| Gara 2 |                    |     |                            |
|        |                    |     |                            |
| 23-04  | Lunds - Sollentuna | 1-3 | 19-25, 22-25, 25-22, 20-25 |

##### Finale
| Gara 1 |                       |     |                                  |
|        |                       |     |                                  |
| 15-04  | Hylte/Halmstad - Habo | 2-3 | 25-20, 23-25, 19-25, 25-20, 7-15 |

| Gara 2 |                       |     |                            |
|        |                       |     |                            |
| 18-04  | Habo - Hylte/Halmstad | 3-1 | 24-26, 25-22, 25-23, 27-25 |

| Gara 3 |                       |     |                            |
|        |                       |     |                            |
| 22-04  | Hylte/Halmstad - Habo | 3-1 | 17-25, 25-22, 25-19, 25-22 |

| Gara 4 |                       |     |                            |
|        |                       |     |                            |
| 26-04  | Habo - Hylte/Halmstad | 1-3 | 22-25, 14-25, 25-19, 21-25 |

| Gara 5 |                       |     |                            |
|        |                       |     |                            |
| 28-04  | Hylte/Halmstad - Habo | 3-1 | 25-15, 28-30, 25-16, 25-16 |

### Play-out retrocessione

#### Tabellone
|  | Play-out |             |   |   |   |  |
|  |          |             |   |   |   |  |
|  | 9        | Södertelge  | 3 | 2 | 3 |  |
|  | 9        | Södertelge  | 3 | 2 | 3 |  |
|  | 10       | Uppsala VBS | 2 | 3 | 2 |  |

#### Risultati
| Gara 1 |                      |     |                                   |
|        |                      |     |                                   |
| 19-03  | Uppsala - Södertelge | 2-3 | 25-23, 25-20, 19-25, 23-25, 13-15 |

| Gara 2 |                      |     |                                  |
|        |                      |     |                                  |
| 26-03  | Södertelge - Uppsala | 2-3 | 26-24, 25-18, 18-25, 23-25, 8-15 |

| Gara 3 |                      |     |                                  |
|        |                      |     |                                  |
| 29-03  | Södertelge - Uppsala | 3-2 | 20-25, 25-22, 25-14, 19-25, 15-7 |

### Spareggio promozione-retrocessione

#### Risultati
| Andata |                 |     |                                   |
|        |                 |     |                                   |
| 01-04  | Malmö - Uppsala | 2-3 | 21-25, 25-13, 25-27, 25-21, 13-15 |

| Ritorno |                 |     |                     |
|         |                 |     |                     |
| 16-04   | Uppsala - Malmö | 3-0 | 25-16, 25-23, 25-21 |

## Statistiche
| Rendimento individuale | Rendimento individuale | Rendimento individuale | Rendimento individuale |
| Pos.                   | Nome                   | Punti                  | Squadra                |
| ---------------------- | ---------------------- | ---------------------- | ---------------------- |
| 1                      | Faeez Alloush          | 545                    | Falkenbergs            |
| 2                      | Matthew Aubrey         | 517                    | Sollentuna             |
| 3                      | Viktor Lindberg        | 499                    | Vingåkers              |
| 4                      | Matthew Passalent      | 484                    | Habo                   |
| 5                      | Przemysław Smereka     | 443                    | Lunds                  |
| 6                      | Tomas Vilimas          | 415                    | Hylte/Halmstad         |
| 7                      | Ethan Carroll          | 401                    | Södertelge             |
| 8                      | Kasper Benjaminsson    | 372                    | Falkenbergs            |
| 9                      | Alison Bastos          | 368                    | Örkelljunga            |
| 10                     | Algot Danielsson       | 364                    | Habo                   |

| Attacchi vincenti | Attacchi vincenti   | Attacchi vincenti | Attacchi vincenti |
| Pos.              | Nome                | Punti             | Squadra           |
| ----------------- | ------------------- | ----------------- | ----------------- |
| 1                 | Faeez Alloush       | 491               | Falkenbergs       |
| 2                 | Matthew Passalent   | 428               | Habo              |
| 3                 | Matthew Aubrey      | 418               | Sollentuna        |
| 4                 | Viktor Lindberg     | 374               | Vingåkers         |
| 5                 | Tomas Vilimas       | 364               | Hylte/Halmstad    |
| 6                 | Przemysław Smereka  | 361               | Lunds             |
| 7                 | Ethan Carroll       | 354               | Södertelge        |
| 8                 | Alison Bastos       | 331               | Örkelljunga       |
| 9                 | Dixon Speller       | 316               | Vingåkers         |
| 10                | Kasper Benjaminsson | 314               | Falkenbergs       |

| Muri vincenti | Muri vincenti    | Muri vincenti | Muri vincenti  |
| Pos.          | Nome             | Punti         | Squadra        |
| ------------- | ---------------- | ------------- | -------------- |
| 1             | Anton Ribom      | 74            | Hylte/Halmstad |
| 2             | Bradley Stewart  | 69            | Habo           |
| 3             | Nezar Harouk     | 67            | Falkenbergs    |
| 4             | Martin Bergman   | 66            | Lunds          |
| 5             | Patrik Johansson | 61            | Lunds          |
| 6             | Teodor Nilsson   | 54            | Hylte/Halmstad |
| 7             | David Jannesson  | 48            | Floby          |
| 8             | Adrian Cabanne   | 47            | Södertelge     |
| 8             | Joar Jämtsved    | 47            | Sollentuna     |
| 10            | Ian Parish       | 46            | Floby          |

| Battute vincenti | Battute vincenti    | Battute vincenti | Battute vincenti |
| Pos.             | Nome                | Punti            | Squadra          |
| ---------------- | ------------------- | ---------------- | ---------------- |
| 1                | Viktor Lindberg     | 101              | Vingåkers        |
| 2                | Matthew Aubrey      | 59               | Sollentuna       |
| 3                | Jeff Lam            | 44               | Floby            |
| 4                | Przemysław Smereka  | 43               | Lunds            |
| 5                | Faeez Alloush       | 41               | Falkenbergs      |
| 6                | Ian Parish          | 37               | Floby            |
| 7                | August Borna        | 36               | Lunds            |
| 8                | Kasper Benjaminsson | 29               | Falkenbergs      |
| 8                | Algot Danielsson    | 29               | Habo             |
| 8                | Andrew McWilliam    | 29               | Habo             |
| 8                | Mitchell Newman     | 29               | Örkelljunga      |